# انگین جزار
انگین جزار (انگلیسی: Engin Cezzar؛ ۲۵ مارس ۱۹۳۵ – ۲۶ ژانویهٔ ۲۰۱۷) بازیگر و کارگردان اهل ترکیه بود.